# Utricularia geminiscapa
Utricularia geminiscapa — вид рослин із родини пухирникових (Lentibulariaceae).

## Біоморфологічна характеристика
Довжина листової пластинки: 10–20 мм. Листки дуже ніжні і плавають у воді або інтегровані в торф або бруд. На більшості листків є міхури. Туріони (зимівні вегетативні бруньки) утворюються на кінчиках гілок наприкінці літа до початку осені. Стебла мають довжину до 25.5 см і помірно розгалужені. Суцвіття містить від 2 до 8 (частіше від 2 до 4) яскраво-жовтих квіток на вершині оголеного від темно-бордового до зеленого стебла, що виходить з води. Квітки самозапилюються. Квітконоси зелені. Нижня губа має довжину від 6.35 до 8.5 мм, трохи довша і досить ширша, ніж верхня губа. Біля основи нижньої губи знаходиться роздутий мішечок. Під нижньою губою є товста вигнута шпора, яка трохи коротша за нижню губу. 2 невеликих чашолистка за квіткою від зеленого до жовтувато-зеленого, приблизно однакового розміру, яйцеподібної форми з тупим кінчиком. Плід — кругла коробочка.

## Середовище проживання
Вид зустрічається на сході Канади та північному сході США. Він був завезений в Новій Зеландії, де вважається, що вид натуралізувався.
Росте на болотах, болотистих місцевостях (багатих кальцієм), ставках, на берегах річок і озер.